# Pedicularis sceptrum-carolinum
Pedicularis sceptrum-carolinum là loài thực vật có hoa thuộc họ Cỏ chổi. Loài này được L. mô tả khoa học đầu tiên năm 1753.

## Hình ảnh

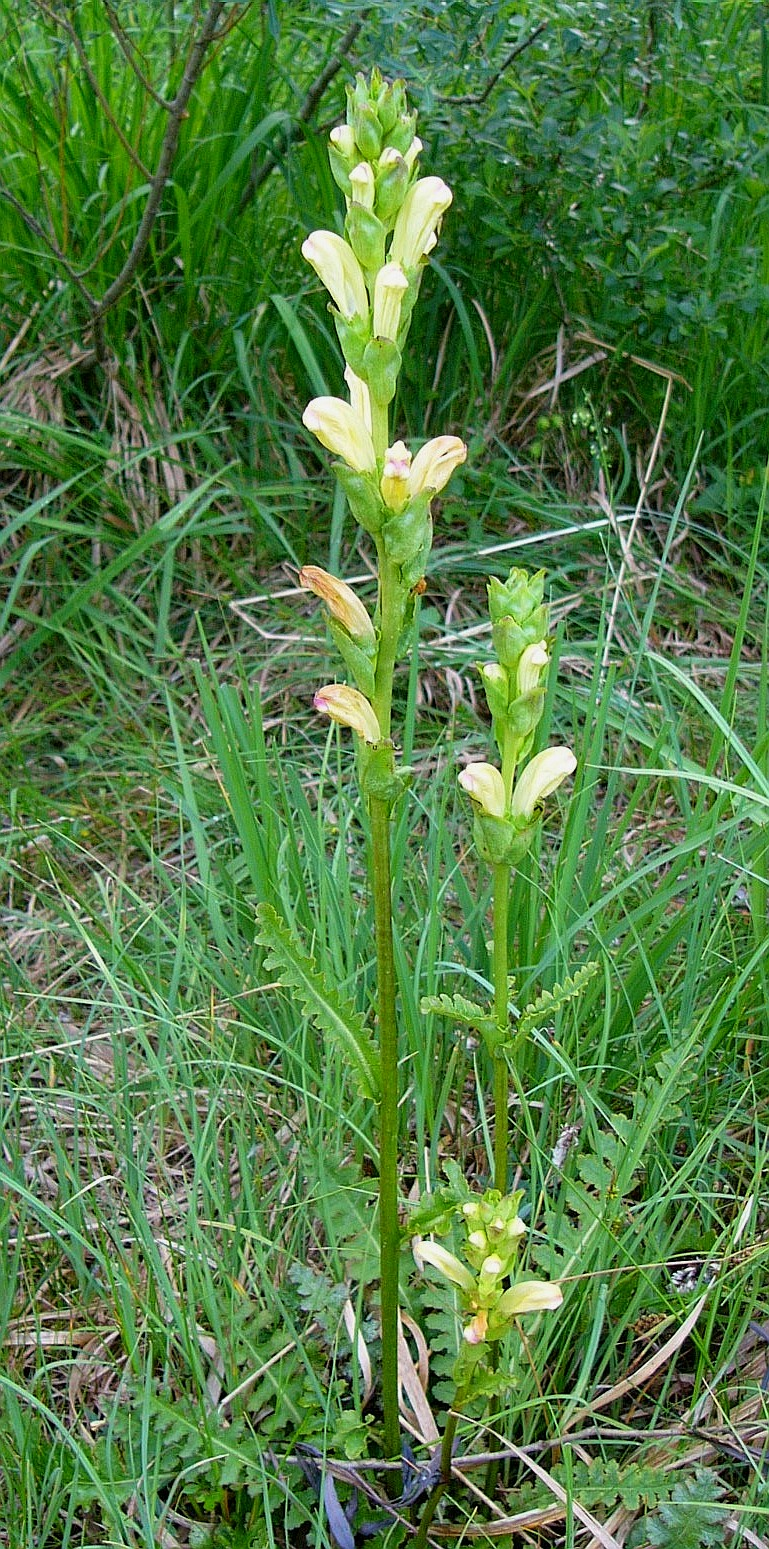
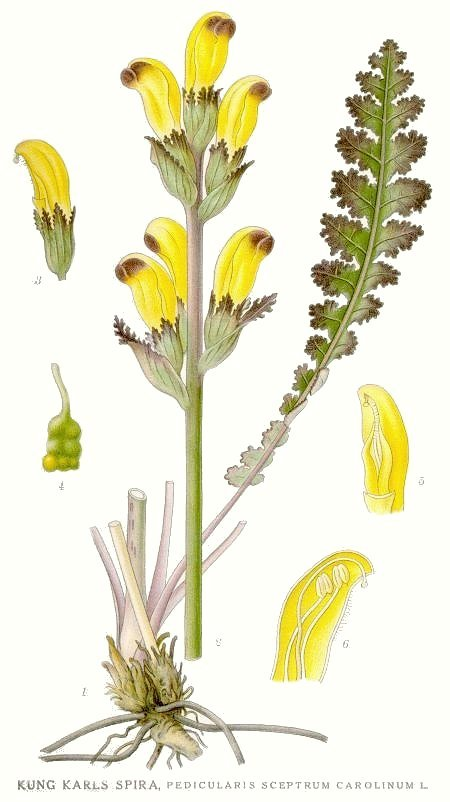
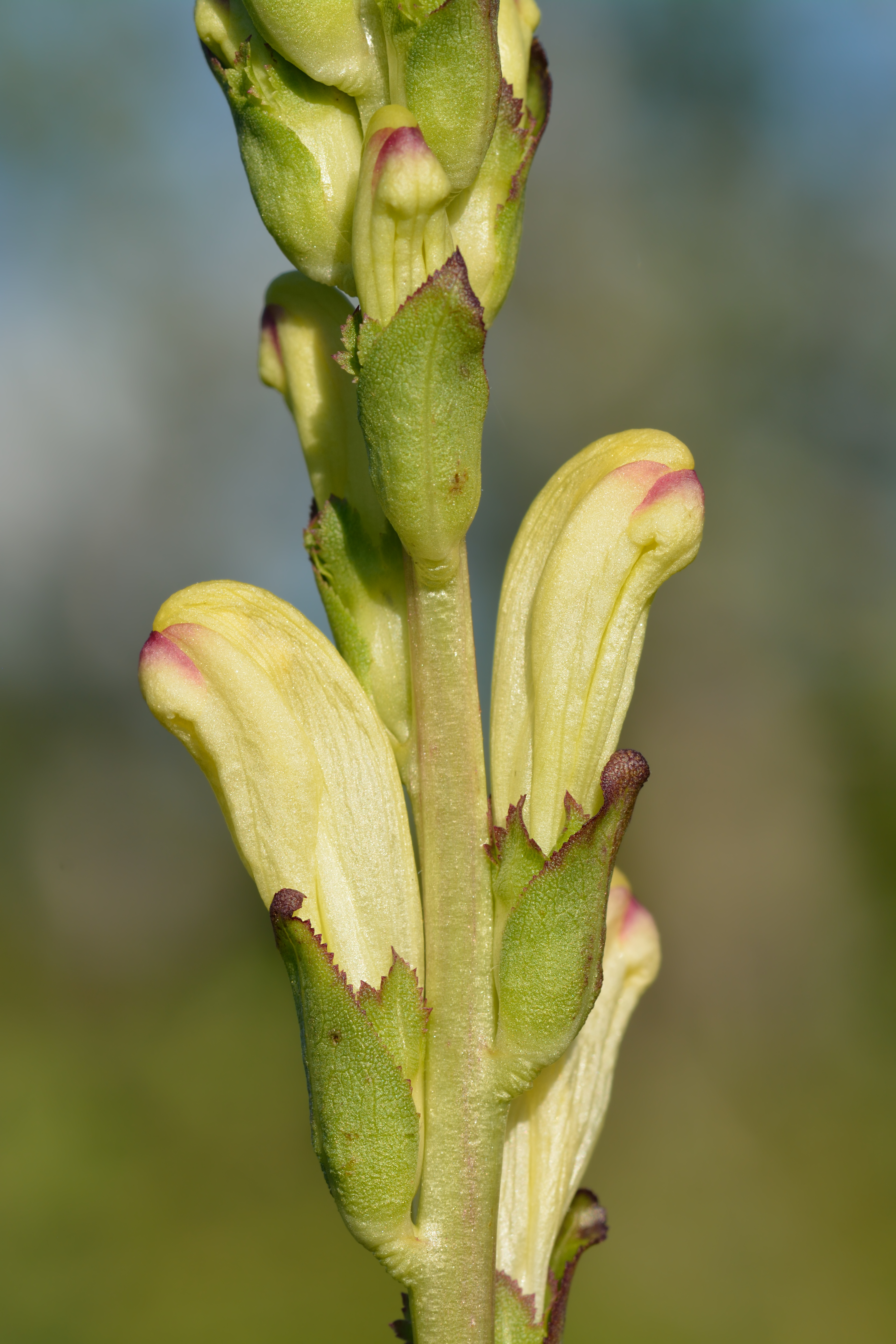
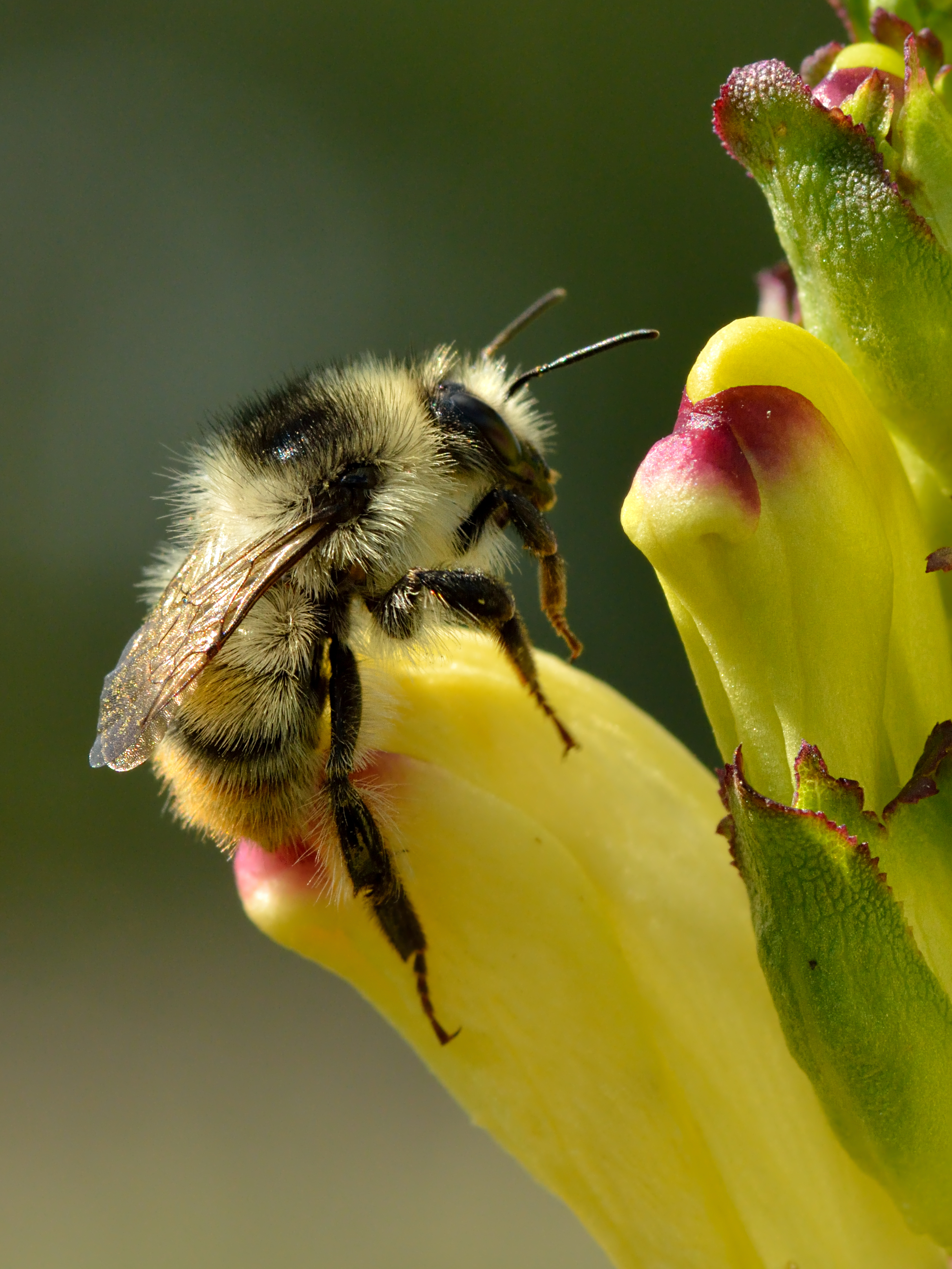
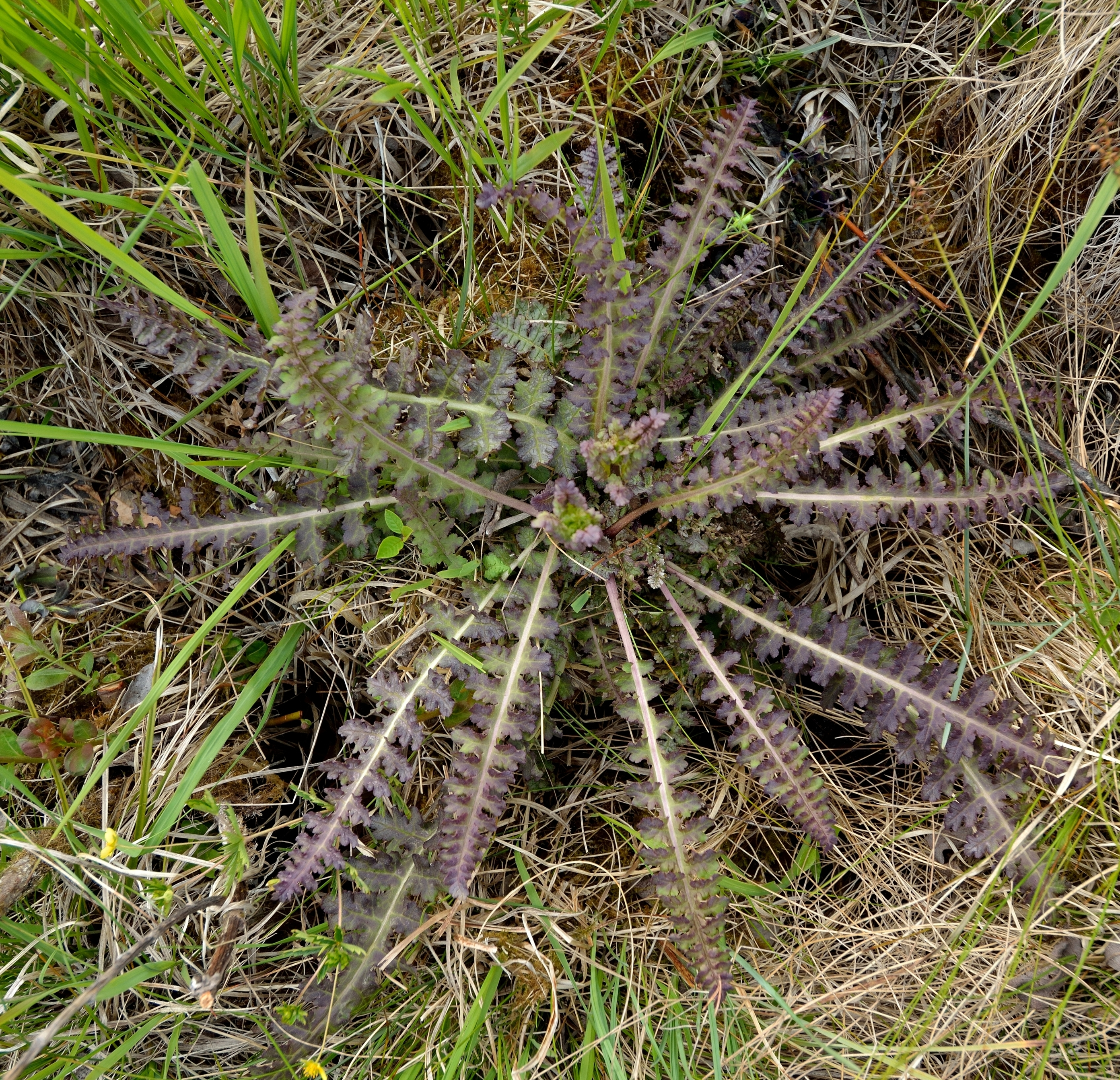